# Козельщина
Козельщина (укр. Козельщина) — посёлок, Козельщинский поселковый совет, Козельщинский район, Полтавская область, Украина.
Является административным центром Козельщинского района и Козельщинского поселкового совета, в который, кроме того, входят сёла Квиты, Лозки, Омельничье, Павловка и Подгоровка.

## Географическое положение
Село Козельщина находится на левом берегу реки Рудька,
выше по течению на расстоянии в 2,5 км расположено село Лутовиновка,
ниже по течению на расстоянии в 2 км расположено село Подгоровка,
на противоположном берегу — село Омельничье.

## История
Поселение возникло во второй половине XVIII века.
В 1764 году отнесена к Кобелякской роте Днепровского пикинёрского полка Екатерининской провинции Новороссийской губернии, с 1775 до 1783 года — к Новосанжарскому уезду той же губернии, позднее — Алексопольскому, затем Полтавскому уезду Екатеринославского наместничества, с 1796 года — к Малороссийской губернии.
С образованием 1802 году Полтавской губернии Козельщина отошла к ней. С 1803 года — в составе новообразованного Кобелякского уезда. Определённое влияние на развитие села имело завершение в 1870 году строительства Харьково-Николаевской железной дороги. В 1894 году в селе насчитывалось 152 двора и 1018 жителей.
В январе 1918 года здесь была установлена Советская власть.
7 марта 1923 года Козельщина отнесена к Бригадировскому району Кременчугского округа и стала райцентром.
2 октября 1930 года здесь началось издание районной газеты.
С февраля 1932 года до сентября 1937 года Козельщина входила в состав Харьковской области (26 апреля 1933 года Бригадировский район переименован в Козельщинский), с сентября 1937 года — в составе Полтавской области.
25 октября 1938 года Козельщина стала посёлком городского типа.
Во время Великой Отечественной войны в 1941—1943 гг. посёлок находился под немецкой оккупацией.
В 1952 году здесь действовали маслозавод, инкубаторно-птицеводческая станция, фабрика биопрепаратов, средняя школа, кинотеатр, Дом культуры и библиотека.
В январе 1959 года численность населения составляла 4005 человек.
По состоянию на начало 1973 года крупнейшими предприятиями являлись завод строительных материалов и инкубаторная станция.
В 1980 году численность населения составляла 4,1 тыс. человек, здесь действовали завод по производству строительных материалов и керамзитового гравия, комбикормовый завод, птицеинкубаторная станция, комбинат бытового обслуживания, средняя общеобразовательная школа, музыкальная школа, больница, поликлиника, Дом культуры и две библиотеки.
В январе 1989 года численность населения составляла 4847 человек.
В октябре 1992 года Козельщинский завод строительных материалов и Козельщинское районное объединение «Сельхозхимия» были переданы в коммунальную собственность Полтавской области.
В мае 1995 года Кабинет министров Украины утвердил решение о приватизации находившихся здесь райсельхозтехники и райсельхозхимии, в июле 1995 года было утверждено решение о приватизации совхоза.
По состоянию на 1 января 2013 года численность населения составляла 3 805 человека.

## Экономика
- ОАО Козельщинский завод керамзитового гравия (Не работает)
- Козельщинский райавтодор.
- Козельщинский межколхозный комбикормовый завод объединения «Агрокомбикорм».
- Завод строительных материалов.

## Объекты социальной сферы
- Козельщинский УВК.
- Школа.

## Транспорт
Железнодорожная станция Козельщина на линии Полтава — Кременчуг Южной железной дороги. Недалеко от железнодорожной станции стоит Автостанция «Козельщина». Также через посёлок проходит автомобильная дорога Т-1721.
Рядом проходит автомобильная дорога М-22 (E 577).

## Достопримечательности

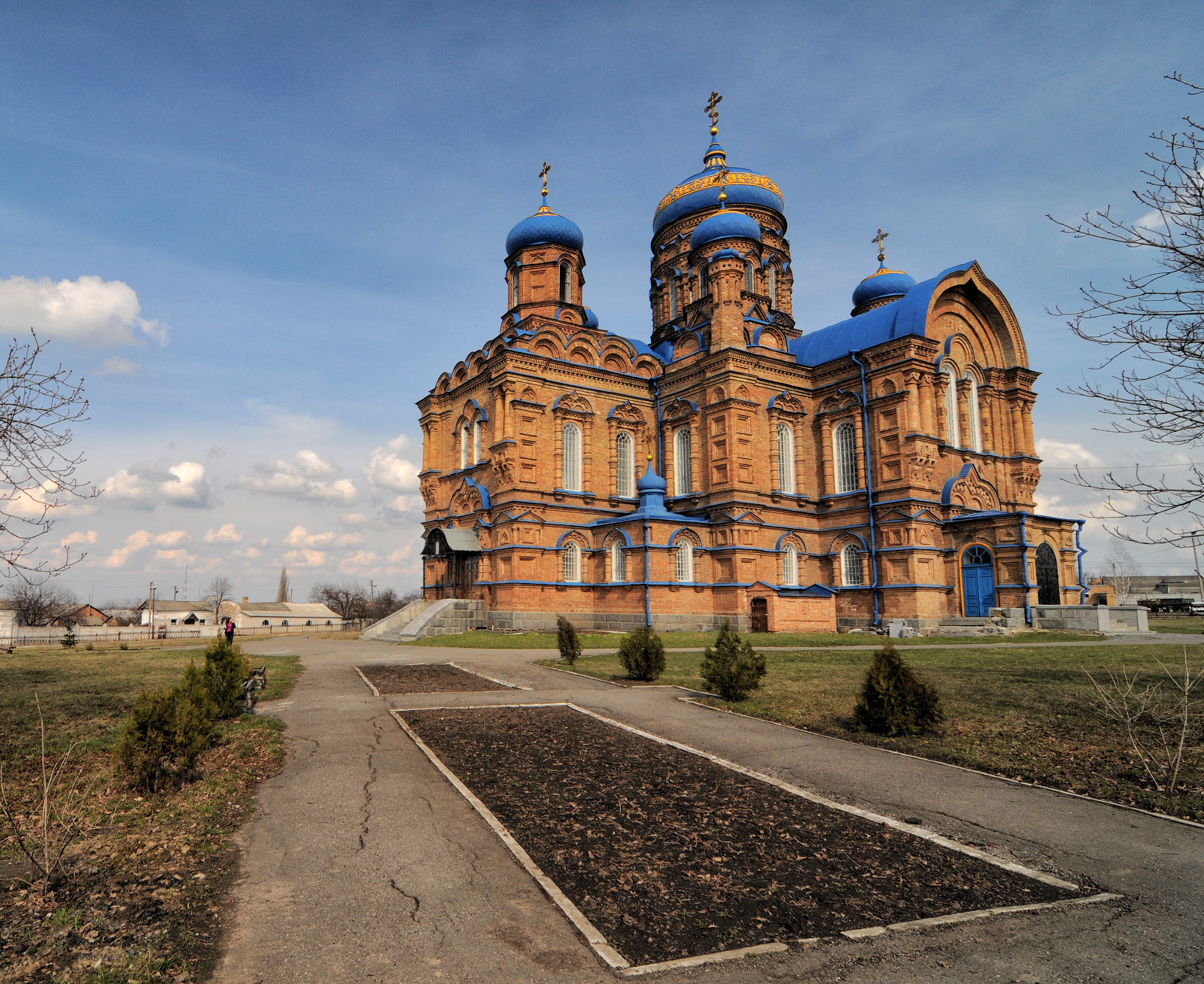
Собор Рождества Богородицы

Среди памятников Козельщины — церковь и монастырь Рождества Богородицы, построенный 1882 В. И. и С. М. Капнистами по случаю выздоровления от тяжёлой болезни их дочери Марии по молитве перед семейной иконой.
В 1900—1906 годах построен каменный собор Козельщинского монастыря. В 1929 году монастырь был закрыт, а собор был превращен в театр, в кельях размещена зоотехническая школа, больница и т. д. Возобновил деятельность в 1942—1949 годах, возвращён православной общине в 1990 году.

## Известные жители и уроженцы
- Семенко, Валентина Николаевна (1930—2000) — Герой Социалистического Труда.